# Haplochromis lacrimosus
Haplochromis lacrimosus är en fiskart som först beskrevs av Boulenger, 1906.  Haplochromis lacrimosus ingår i släktet Haplochromis och familjen Cichlidae. IUCN kategoriserar arten globalt som otillräckligt studerad. Inga underarter finns listade i Catalogue of Life.